# تاتسويا ايمورا
تاتسويا ايمورا (باليابانية: 上村建也؛ بالكانا: うえむら たつや) هو مبرمج ومهندس وملحن ياباني، ولد في 23 يونيو 1960 في هيوغو في اليابان.

## وصلات خارجية
- تاتسويا ايمورا على موقع IMDb (الإنجليزية)
- تاتسويا ايمورا على موقع ميوزك برينز (الإنجليزية)
- تاتسويا ايمورا على موقع ديسكوغز (الإنجليزية)